# 주연 (고려)
주연(周演: ?~1015년 10월 31일(음력 9월 16일))은 고려의 무신으로, 고려-거란 전쟁에서 거란군을 격퇴했다.

## 이력
1014년(현종 5년)에 거란이 국구(國舅: 왕비의 아버지)인 소적렬(蕭敵烈)을 보내 통주(通州: 현 평안북도 선천군)를 침략하게 했지만, 흥화진 장군 정신용과 함께 별장(別將: 정7품의 무반직)으로서 거란군을 공격해 패퇴시켰는데, 700여 급의 목을 베었고, 거란군들 중에는 강에 익사한 자도 많았다.
1015년(현종 6년)에 흥화진 대장군(大將軍: 종3품의 무반직) 정신용, 산원(散員: 정8품 무반직) 임억, 교위(校尉: 양계의 주현군에 소속된 무반직) 양춘, 태의승(太醫丞: 종6품의 실무 관직) 손간, 태사승(太史丞: 종7품의 실무 관직) 강승영과 함께 거란군의 후미(後尾: 대열의 맨 끝)에 가서 700여 급을 격살했으나, 나머지 5명과 함께 전사했다.
1016년(현종 7년)에 그의 공적을 기려 장군(將軍: 정4품의 무반직)으로 추증되었다.

## 참고 자료
- 《고려사》